# 假日100天
《假日100天》是由天津日报报业集团出版，2001年8月8日创刊，是天津第一份时尚周报。2017年12月27日，该报宣布停刊。

## 历史
2002年元旦，《假日100天》进行改版，报纸版式换成加长橙色新闻纸，并由52版增到68版。2002年5月，《假日100天》进行第二次改版。2003年3月，《假日100天》第三次进行改版。由68版增加到84版。
2012年4月，《假日100天》再次进行改版，成为一刊三册的百版豪华读本。2017年12月27日，《假日100天》宣布2018年起停刊。